# أراتوبا
أراتوبا (بالبرتغالية: Aratuba‏)؛ بلدية في ولاية سيارا في المنطقة الشمالية الشرقية من البرازيل.